# Onchidella patelloides
Onchidella patelloides är en snäckart som beskrevs av Jean René Constant Quoy och Joseph Paul Gaimard 1832. Onchidella patelloides ingår i släktet Onchidella och familjen Onchidiidae. Inga underarter finns listade i Catalogue of Life.